# Asternolaelaps
Genre
Synonymes
- Ichthyostomatogaster Sellnick, 1953

Asternolaelaps est un genre d'acariens mesostigmates de la famille des Ichthyostomatogasteridae.

## Distribution
Les espèces de ce genre se rencontrent en Amérique du Sud, en Europe et en Australie.

## Liste des espèces
- Asternolaelaps (Asternolaelaps) Berlese, 1923
  - Asternolaelaps australis Womersley & Domrow, 1959
  - Asternolaelaps fecundus Berlese, 1923
  - Asternolaelaps nyhleni (Sellnick, 1953)
  - Asternolaelaps putriligneus Kaczmarek, 1984
  - Asternolaelaps querci Wisniewski & Hirschmann, 1984
- Asternolaelaps (Parasternolaelaps) Athias-Henriot, 1972
  - Asternolaelaps castrii Athias-Henriot, 1972

## Publication originale
- Berlese, 1923 : Centuria sesta di Acari nuovi. Redia, Firenze, vol. 15, p. 237–262.